# Socha svatého Jana Nepomuckého (Dolní Moravice)
Socha svatého Jana Nepomuckého se nachází na katastrálním území Dolní Moravice v okrese Bruntál v Moravskoslezském kraji. na jižním okraji obce u silnice mezi dvěma vzrostlými lípami. Barokní socha je chráněná jako kulturní památka od roku 1958 a je zapsaná v Ústředním seznamu kulturních památek ČR.

## Popis
Barokní pískovcová socha svatého Jana Nepomuckého je datována do roku 1751. Na podnoži zdobené akantovými listy je postaven vysoký hranolový podstavec ukončený římsou. Podstavec je po stranách zdoben reliéfy světců (pravděpodobně svatý František z Assisi a svatý Antonín z Padovy) se dvěma andělíčky u jejich hlav. Na čelní straně je kartuš s nečitelným nápisem. Na zadní straně je nápis s chronogramem: 
eX Voto
In DeVs - serVVs
francIsCVs Mayer
errXIt

Na římse je postavena konkávně prohnutá podnož zdobená stylizovanými mušlemi a hlavičkami andělů. Na zadní straně je datace 1751. Na podstavci stojí plastika světce v kontrapostu pravé nohy, v mírném prohnutí, v tradičním jemně modelovaném šatu s biretem na hlavě a tváří k obracenou k nebi. V pravé ruce drží kříž a v levé ruce přidržuje na prsou palmovou ratolest.